# 内卷原盒螺
内卷原盒螺，又名長筒粗米螺（学名：Eoscaphander involuta），是一個头楯目海洋腹足綱軟體動物的物種。曾屬三叉螺科的原盒螺属或粗米螺科粗米螺屬，今屬盒螺科盒螺属。

## 分佈
本物種見於黃渤海及南中國海，在日本及台灣海域亦有發現（2003年台灣新發現物種）。
属于暖水性种类。其常生活于潮间带-潮下带浅水区的砂质底。

## 外部連結
- 維基物種上的相關：内卷原盒螺